# Автошлях Т 1823
Автошля́х Т 1823 — автомобільний шлях територіального значення у Рівненській області. Пролягає територією Дубровицького району через Удрицьк — Жадень. Загальна довжина — 6,6 км.

## Маршрут
Автошлях проходить через такі населені пункти:
| Автошлях Т 1823    |        |
| Рівненська область |        |
| Дубровицький район |        |
| Удрицьк            |        |
| Хочин              |        |
| Жадень             | Т 1809 |